# Holi
A holi vagy színek fesztiválja, több napon át tartó, hindu tavaszköszöntő ünnep Indiában.
Hiranjakasipu (Hiranyakashipu) király legendához kapcsolódik, amely szerint Visnu isten Naraszimha formájában pusztította el a gonosz királyt miután végzett húgával, a démon Holikával is.
Az ünnep phálgun hónap teliholdas napjára, azaz február-márciusra esik. Az ünneplők festékporral szórják és színezett vízzel locsolják egymást, illetve gyakran raknak ünnepi máglyákat, amelyekkel a rossz szellemeket igyekeznek elűzni.

## Szokások

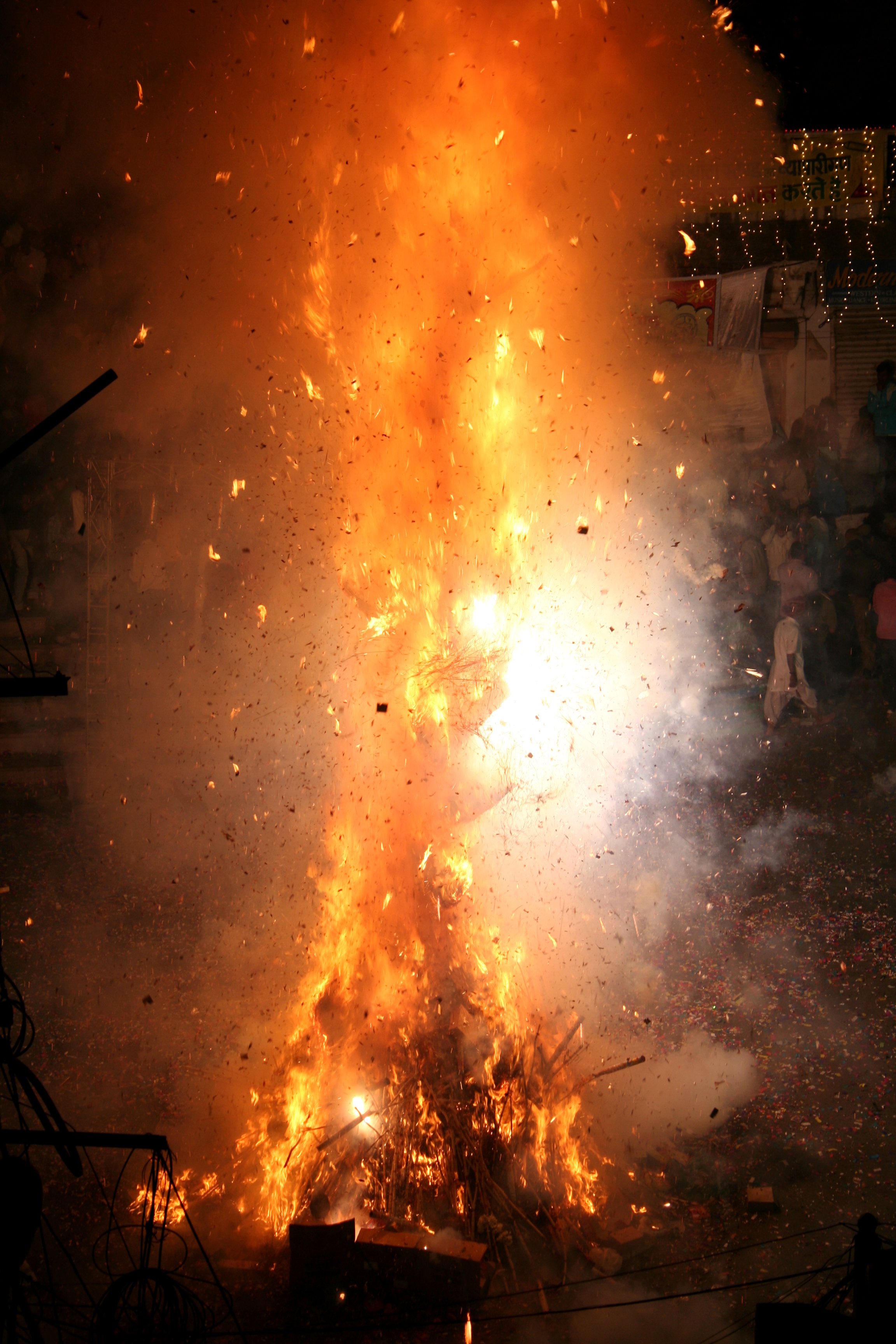
Holi máglya a Jagd Templom előtt, Udaipur, Rádzsasztán, 2010

Az ünnepet India számos területén, illetve számos országban ünneplik, és az ünnepi szokások területenként eltérhetnek egymástól. Közös jellemzőjük, hogy a résztvevők ilyenkor sok társadalmi konvenciót, viselkedési szabályt áthághatnak. A felszabadult ünneplés része a sikamlós tréfálkozás, ugratás akár idegenekkel szemben is. A résztvevők üdvözlik egymást és elvárás hogy ezt mindenki nyitott szívvel, az esetleges sérelmeket félretéve fogadja. Ily módon az ünnep a családi és egyéb kapcsolatok megújítására ad alkalmat.

### Máglyák gyújtása
Az ünnep kezdetén máglyát raknak a télen felhalmozódott gyúlékony anyagokból, hogy így űzzék el a rossz szellemeket, negatív emlékeket. Ezeknek jelképeként a tűzbe vetik egy démon, Holika képmását, vagy bábuját is. A tűzből visszamaradt parázzsal szent tüzeket gyújtanak, a hamuval pedig – áldásként – megjelölik a résztvevők homlokát.

### Színes por szórása és színezett víz locsolása

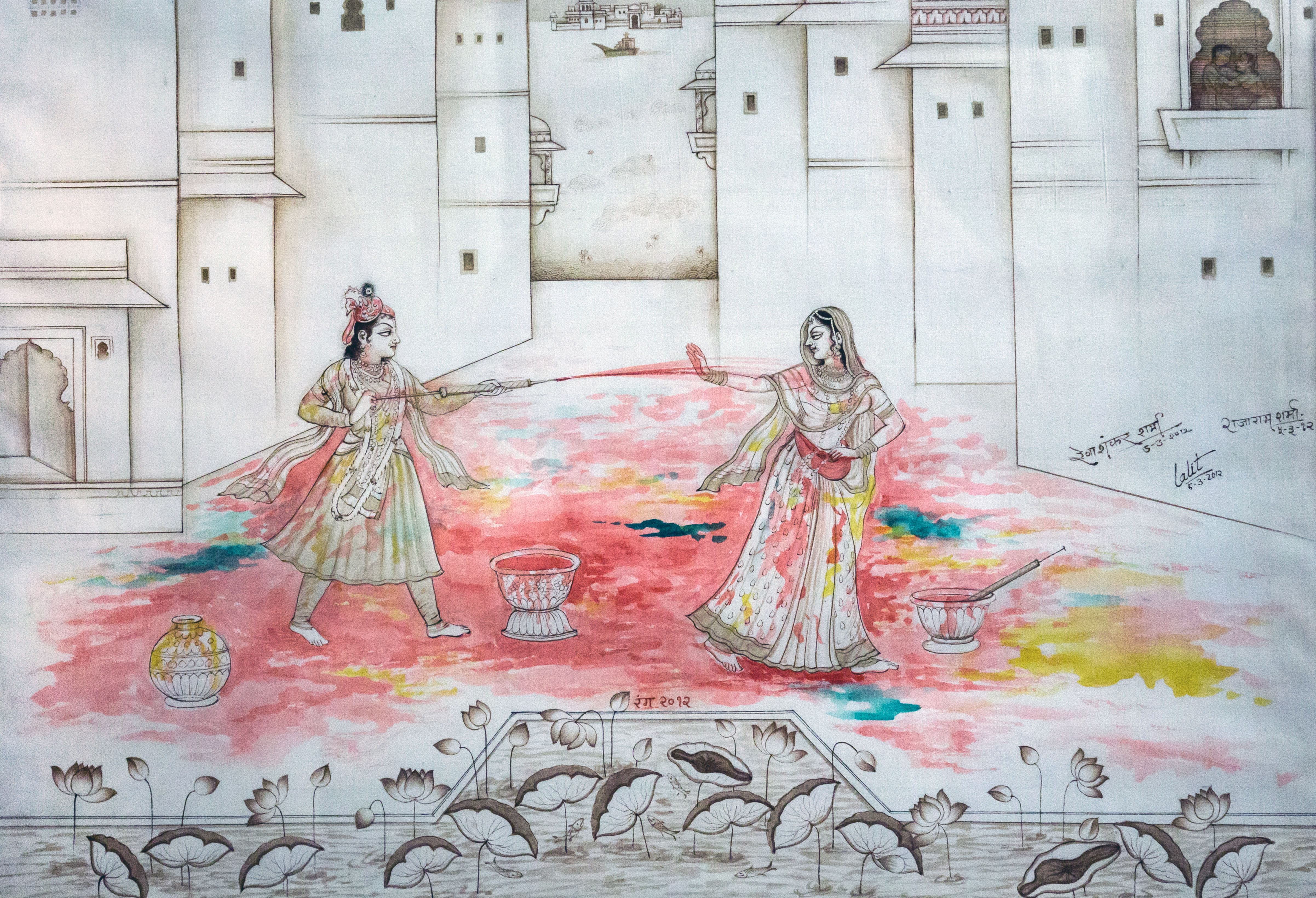
Krisna és Rádhá a Holi ünnepén

A résztvevők festékporral szórják és színezett vízzel locsolják egymást, vízipisztolyok, színes porral töltött lufik segítségével. Nem csak ismerősöket és családtagokat színeznek be ilyen módon, hanem az utca járókelőit is.

### Tisztelgés Rádhá istennő szobránál

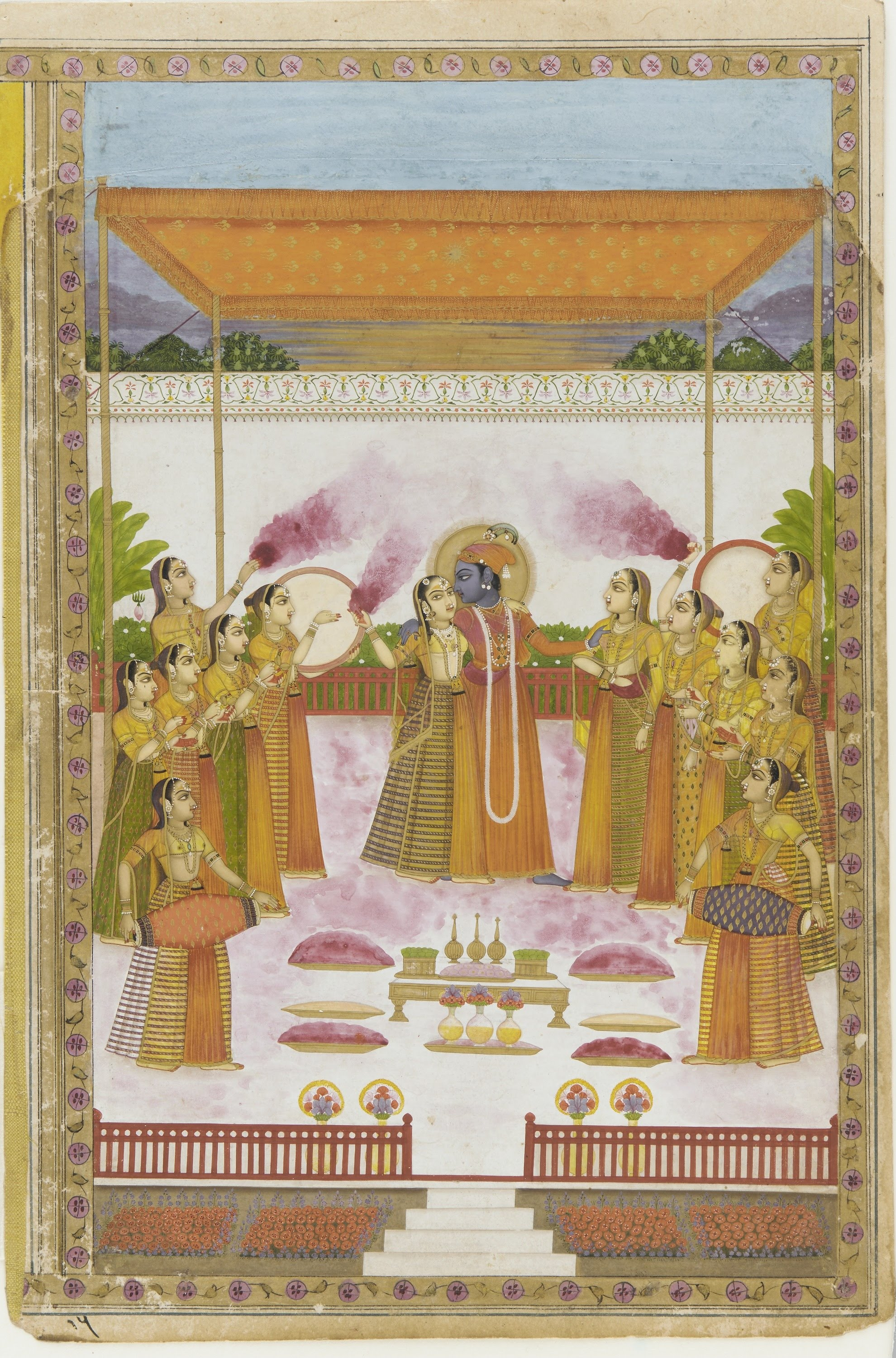
Krisna, Rádhá és a gopik

A hagyomány szerint Rádhá, volt az első, aki – Krisna szeretőjeként – megfürödhetett a színekben. Az iránta való tisztelet kifejezéseként az ünneplők gyakran az ő szobra előtt énekelnek.

## Dokumentumfilm
- Az őrült utazó (Une folle journée à ..., francia útifilm sorozat, 2012, 3. Delhi (Delhi) című rész)